# Districtul Bo Thong
Bo Thong (în thailandeză บ่อทอง) este un district (Amphoe) din provincia Chonburi, Thailanda, cu o populație de 45.547 de locuitori și o suprafață de 781,6 km².

## Componență
Districtul este subdivizat în 6 subdistricte (tambon), care sunt subdivizate în 47 de sate (muban).
| Nr. | Nume           | În thailandeză | Sate | Locuitori |
| --- | -------------- | -------------- | ---- | --------- |
| 1.  | Bo Thong       | บ่อทอง          | 09   | 13,509    |
| 2.  | Wat Suwan      | วัดสุวรรณ        | 07   | 06,185    |
| 3.  | Bo Kwang Thong | บ่อกวางทอง      | 08   | 06,513    |
| 4.  | That Thong     | ธาตุทอง         | 09   | 07,500    |
| 5.  | Kaset Suwan    | เกษตรสุวรรณ     | 07   | 06,631    |
| 6.  | Phluang Thong  | พลวงทอง        | 07   | 07,850    |